# Liceum Ogólnokształcące z BJN im. Bronisława Taraszkiewicza w Bielsku Podlaskim
Liceum Ogólnokształcące z Białoruskim Językiem Nauczania im. Bronisława Taraszkiewicza w Bielsku Podlaskim – szkoła średnia działająca w Bielsku Podlaskim od września 1944. Jest pierwszym w Polsce liceum, w którym wprowadzono dodatkową naukę języka białoruskiego. Obecnie (2020) jest jednym z dwóch liceów z dodatkową nauką języka białoruskiego na terenie Białostocczyzny.

## Historia
Powstała jako 4-letnie Państwowe Gimnazjum Białoruskie i 2-letnie Państwowe Liceum Białoruskie. Szkoła mieściła się w drewnianym budynku przy ulicy 3 Maja 12 i Kościuszki 18. Pierwszym dyrektorem był Anatol Tymiński, który z końcem roku szkolnego 1945/46 wyjechał do ZSRR, a z dniem 16 czerwca 1946 r. powierzono obowiązki kierowania Państwowym Gimnazjum Białoruskim Jarosławowi Kostycewiczowi. W drugiej połowie sierpnia 1946 r. Zarządzeniem Kuratorium Okręgu Szkolnego Białostockiego, Państwowe Gimnazjum i Liceum Białoruskie zostało zlikwidowane, a uczniowie przeniesieni do Liceum im. Tadeusza Kościuszki. Po 3 latach przerwy, Zarządzeniem Ministra Oświaty z dnia 20 sierpnia 1949 roku zostaje utworzona Państwowa Szkoła Ogólnokształcąca stopnia podstawowego i licealnego z białoruskim językiem nauczania w Bielsku Podlaskim. Szkoła znowu rozpoczęła pracę 1 września 1949 r. Dyrektorem ponownie został główny jej organizator – Jarosław Kostycewicz. Od tej daty językiem wykładowym wszystkich przedmiotów w szkole jest język polski, a język białoruski dodatkowym przedmiotem nauczania. W 1961 roku siedziba szkoły została przeniesiona na ulicę Kopernika. W 1965 roku nastąpił podział na liceum i szkołę podstawową. W 1969 roku liceum otrzymało imię Bronisława Taraszkiewicza. Aktualnie występują jako: II Liceum Ogólnokształcące z BJN im. Bronisława Taraszkiewicza i Szkoła Podstawowa Nr 3 im. Jarosława Kostycewicza.
Ważnym elementem pracy szkoły są zjazdy absolwentów. Pierwszy odbył się w we wrześniu 1974 roku, a ostatni, VIII, we wrześniu 2016 roku. Szczególnie ważny w pracy szkoły był rok 1994, albowiem był to rok jubileuszowy – 50-lecie istnienia liceum. Do tego czasu szkołę opuściło 2963 absolwentów. Liceum wypracowało bardzo wysokie wskaźniki kształcenia, średnia za ostatnie 5 lat wyniosła: sprawność kształcenia – 93,3%, promocja – 99,5%, dostanie się na studia – 80%. W olimpiadach wojewódzkich i okręgowych wystartowało łącznie 635 uczniów, z tego 94 było uczestników olimpiad centralnych, w tym 18 laureatów.
W dniach 24 i 25 września 1994 r. odbył się IV Zjazd Absolwentów i Wychowanków. W trakcie uroczystości szkoła została udekorowana przez Święty Synod Biskupów Autokefalicznego Kościoła Prawosławnego Orderem Św. Równej Apostołom Marii Magdaleny I stopnia. Po raz pierwszy w dziejach Kościoła Prawosławnego w Polsce przyznany on został placówce świeckiej.
W 1994 szkoła otrzymała Dyplom Honorowy Prezydium Rady Najwyższej Republiki Białoruś.

## Dyrektorzy w historii szkoły
- Anatol Tymiński – 1944–1946
- Jarosław Kostycewicz – 1949–1965
- Mikołaj Hajduk – 1965–1971
- Aleksy Karpiuk – 1971–1991
- Zenaida Nowicka – 1991–2004
- Andrzej Stepaniuk – 2004–

## Absolwenci
- Nadzieja Artymowicz
- Małgorzata Dmitruk
- Jerzy Hawryluk
- Grzegorz Sosna
- Małgorzata Prokopiuk-Kępka